# Cynorkis monadenia
Cynorkis monadenia là một loài thực vật có hoa trong họ Lan. Loài này được H.Perrier mô tả khoa học đầu tiên năm 1939.